# Ricky Rudd
Richard Lee "Ricky" Rudd, född den 12 september 1956 i Chesapeake i Virginia i USA, är en amerikansk före detta racerförare.

## Racingkarriär
Rudd gjorde sin debut i Nascar-sammanhang redan som artonåring 1975, och slog igenom 1982, med en niondeplats sammanlagt. Han vann sina två första race 1983, men blev även då nia totalt. Han ådrog sig en hjärskakning i ett kvalificeringsrace till Daytona 500 1984, men tävlade trots detta i racet. Han körde sedan på ett stabilt sätt under de kommande fyra åren, och var aldrig nära att utmana om mästerskapet. Han tog några racesegrar, och blev som bäst femma 1986 under sin sejour med Bud Moore Engineering. Efter ett par år med King Racing, blev Rudd en del av den absoluta toppstriden 1991, då han slutade på en andraplats toalt med Hendrick Motorsports. Varken 1992 eller 1993 gav samma framgångar, trots att Rudd vann race båda säsongerna. Till säsongen 1994 startade Rudd sitt eget stall Rudd Performance Motorsports, och med det teamet fortsatte han att vara en racevinnare, och blev som bäst femma (den första säsongen). Han vann minst ett race varje år fram till 1998, vilket är ett delat rekord i Nascar när det gäller att vinna race flest år i rad (16 år) med Rusty Wallace. När sponsorn Tide lämnade teamet bestämde sig Rudd för att lägga ned verksamheten. Han blev istället förare i Robert Yates Racing, där han blev femma i mästerskapet 2000, samt vann två race 2001 och ett race 2002, vilket blev hans sista seger. Han körde sitt sista race 2006 på Homestead-Miami Speedway i loppet Ford 400.